# Comuna Codreanca, Strășeni
Comuna Codreanca este o comună din raionul Strășeni, Republica Moldova. Este formată din satele Codreanca (sat-reședință) și Lupa-Recea.

## Istoric
Moșia satului este de 2408 ha, suprafața arabilă - 800ha, vii - 382 ha, livezi - 281 ha, pășuni- 430 ha. Primul sat s-a format cu circa 2300 ani în urmă. El era dotat cu o cetățuie de refugiu înconjurată de un șanț și un val de apărare. Satul și cetatea au fost prădate și arse în jurul anului 200 î.Hr. de către triburile germanice ale bastarnilor. Prima menționare documentară se datează cu 4 mai 1463, când domnitorii Moldovei, Iliaș și Ștefan (fii lui Alexandru cel Bun), i-au eliberat un suret boierului Duma Uranie și fratelui său Petrică, pentru slujbă credincioasă prestată. 
Primul învățător, Vasile Iazinschi, fost elev al școlii medii teologice din Chișinău, a apărut în sat la data de 15 aprilie 1868, iar la 16 noiembrie 1871 a fost deschisă prima școală din sat, construită prin străduința gospodarilor din sat. A fost numit și un nou învățător- Vasile Oprea, care instruia 31 copii. Între 1911-1914 s-a construit o nouă clădire, mai spațioasă, care a funcționat până la 1 septembrie 1970, când s-a inaugurat o școală-tip cu 640 locuri, sală sportivă, sală de festivități și ateliere.
Istoria bisericii cu hramul Sfinții Arhangheli Mihail și Gavriil o aflăm din raportul blagocinului Ilie Gorițin, adresat la 1813 lui Gavriil Bănulescu-Bodoni, din care aflăm că locașul era construit din lemn și se afla într-o stare jalnică. Dispunea de un octoih , clopotnița se afla în afara bisericii, pe patru stâlpi acoperiți cu șindrilă. Din primele dări de seamă aflăm că biserica a fost construită prin sârguința lui Ioan cel Mare. 
În 1971 satul avea 3497 locuitori, iar fostul colhoz a fost reorganizat în sovhoz-fabrică, specializat în viticultură și vinificație. La hotarul dintre sec. XX și XXI în sat activau asociațiile „Bogdăsaru”, cu 176 cotași și „Lopatna” cu 140 cotași. Funcționa și o moară cu oloiniță, ambele fiind în proprietatea lui Grigore Untilă. 

## Demografie
Conform datelor recensământului din 2014, comuna are o populație de 2.236 de locuitori. La recensământul din 2004 erau 2.565 de locuitori.

## Administrație și politică
Componența Consiliului local Codreanca (11 consilieri), ales la 5 noiembrie 2023, este următoarea:
|  | Partid                                        | Consilieri | Componență | Componență | Componență | Componență | Componență | Componență | Componență | Componență |
|  | --------------------------------------------- | ---------- | ---------- | ---------- | ---------- | ---------- | ---------- | ---------- | ---------- | ---------- |
|  | Partidul Acțiune și Solidaritate              | 8          |            |            |            |            |            |            |            |            |
|  | Candidat independent MARIA BUDECI             | 1          |            |            |            |            |            |            |            |            |
|  | Partidul Dezvoltării și Consolidării Moldovei | 2          |            |            |            |            |            |            |            |            |